# STZ-3
Il trattore agricolo a cingoli STZ-3 o STZ-NATI (in russo: СХТЗ-НАТИ) fu prodotto dal 1937 al 1952 negli stabilimenti di trattori dell'URSS. Fu il primo trattore di serie di progettazione completamente sovietica. All'Esposizione Mondiale di Parigi del 1937 il trattore ricevette la Gran Medaglia d'Oro e il diploma del Gran Premio.

## Storia
Nel 1929, dopo test comparativi con molti trattori stranieri, i progettisti dell'Istituto di ricerca sui trattori (NATI, in russo: Нау́чно-иссле́довательский тра́кторный институ́т, НАТИ) formularono i requisiti tecnici per i trattori nazionali, codificati nelle pubblicazioni "Norme tecniche per un trattore russo" e "Sul tipo di trattore per la Russia". Il modello STZ-NATI fu sviluppato sulla base di queste esigenze. Questa macchina agricola e di trasporto unificata, con sospensioni elastiche dei rulli, cingoli metallici con maglie fuse e cabina semichiusa, soddisfaceva pienamente le condizioni di produzione e di impiego dell'Unione Sovietica.
Nel luglio 1935, sul campo sperimentale della NATI a Likhobory, la Fabbrica di trattori di Stalingrado (STZ) (in russo: Сталинградский тракторный завод) mostrò ai membri del Politburo del Comitato centrale del PCUS e al governo tre modelli di trattori cingolati; la Fabbrica di trattori di Kharkov (XTZ) ne presentò uno. I trattori si cimentarono in prove da aratura con aratri a sette vomeri. Secondo i termini della competizione, per garantire una profondità di aratura stabile, era necessario utilizzare una sospensione semirigida, tuttavia gli ingegneri STZ, in violazione dei requisiti, utilizzarono una sospensione elastica. Di conseguenza, il modello di Stalingrado mostrò qualità tecniche più elevate e il modello Kharkov perse la competizione. Il nuovo trattore uscì dalla grande catena di montaggio di Stalingrado l'11 luglio 1937.
Dallo stesso anno entrambi gli stabilimenti di trattori di Stalingrado e Kharkov interruppero la produzione di trattori ruotati SHTZ 15/30 e passarono alla produzione di trattori cingolati STZ-NATI.
Con l'invasione tedesca dell'Unione sovietica e il trasferimento degli stabilimenti di Kharkov nella città di Rubtsovsk, nel territorio dei Monti Altaj, la produzione di trattori continuò nel locale Impianto di trattori Altaj, creato durante gli anni della guerra. I primi trattori STZ-3 lasciarono le officine dello stabilimento di Altaj nell'agosto 1942а.
Presso l'Impianto di trattori di Altaj, la produzione di trattori, denominati ATZ-NATI, continuò fino al 1952. Il 10.000º trattore STZ-3 uscì dai cancelli dello stabilimento di trattori di Stalingrado nel 1947. Negli stabilimenti di Stalingrado e Kharkov la produzione fu ridotta in precedenza nel 1949, lasciando il posto ai trattori DT-54 sulla catena di montaggio. Sulla base del cingolato nel 1952 fu creato il trattore elettrico HTZ-12.
Il trattore è presente nel film Un treno va in Oriente del 1947.

## Impiego militare
L'artiglieria fu la branca dell'Armata Rossa che per prima e in misura maggiore fu oggetto di motorizzazione alla fine degli anni trenta. Mentre venivano sviluppati trattori d'artiglieria dedicati, come il Komsomolec, il Komintern e il Vorošilovec, la maggior parte dei trattori impiegati dall'esercito erano essenzialmente modelli di derivazione agricola e civile. Allo scoppio della guerra nel giugno 1941, moltissimo STZ-3 vennero immessi in servizio con le forze armate praticamente senza alcuna modifica.
Il veicolo fornì anche la base per la realizzazione dei veicoli corazzati improvvisati KhTZ-16 e NI.
Esemplari di preda bellica catturati dalla Wehrmacht vennero prontamente riutilizzati sul fronte orientale.